# The Snowmen
"The Snowmen" (intitulado "O Boneco de Neve" no Brasil) é um episódio especial de Natal da série de ficção científica britânica Doctor Who, transmitido originalmente através da BBC One em 25 de dezembro de 2012. Foi escrito pelo showrunner Steven Moffat e dirigido por Saul Metzstein. É o oitavo especial natalino da série desde que o programa retornou em 2005 e o primeiro a estar dentro de uma temporada.
No episódio, o alienígena viajante do tempo conhecido como o Doutor (Matt Smith) está aposentado e escondido na era vitoriana. No entanto, ele logo é forçado a investigar misteriosos bonecos de neve sencientes que estão se construindo e conhece Clara Oswald (Jenna-Louise Coleman), uma governanta que também quer saber mais sobre as criaturas. Com a ajuda de aliados - a siluriana Madame Vastra (Neve McIntosh), sua esposa humana Jenny Flint (Catrin Stewart) e o sontariano Strax (Dan Starkey) - eles descobrem que os bonecos de neve estão sendo animados pela Grande Inteligência (voz de Ian McKellen) com a ajuda de um homem chamado Dr. Simeon (Richard E. Grant).
"The Snowmen" se baseia na introdução surpresa da nova companheira do Doutor em "Asylum of the Daleks" e serve como o componente de abertura para o arco de história da segunda metade da sétima temporada, sobre suas aparições antes de ser encontrada nos dias contemporâneos no episódio seguinte, "The Bells of Saint John". Produzido em agosto de 2012 e filmado em locações na cidade galesa de Newport e em Bristol, o episódio também introduziu um novo console da TARDIS redesenhado e uma mudança de figurino para o Doutor de Smith, juntamente com uma sequência de abertura e música-tema revisados para coincidir com a preparação para o aniversário de 50 anos da série. Foi assistido por 9,87 milhões de espectadores no Reino Unido, tornando-se o quarto programa mais assistido do dia de Natal. Teve críticas positivas dos revisores, a maioria dos quais recebeu bem a introdução e a personagem de Clara, enquanto as críticas focaram sobre elementos da trama.

## Enredo

### Prequências
Para promover o especial, três prequências foram lançadas. A primeira foi transmitida durante o teleton Children in Need em 16 de novembro de 2012, intitulada "The Great Detective". Nela, a siluriana Madame Vastra, sua esposa humana Jenny Flint e o sontariano Strax descrevem uma série de fenômenos estranhos para o Doutor, que conta ao grupo que ele se aposentou.
A segunda prévia, intitulada "Vastra Investigates", foi lançada online em 17 de dezembro. No final de um caso, Vastra e Jenny conversam com um oficial da Scotland Yard e pedem desculpas pelos desejos violentos de Strax para a punição do culpado. Vastra explica as origens dele como um guerreiro clonado do espaço sideral, bem como as suas próprias como um réptil inteligente pré-histórico para o oficial, para seu espanto. Vastra revela que foi acordada por uma extensão do metrô de Londres e inicialmente não gostava de humanos, embora isso tenha mudado quando ela se apaixonou por Jenny. Na viagem de carruagem para casa, Jenny percebe que está começando a nevar e Vastra observa que isso seria impossível porque não há nuvens no céu.
Uma terceira prequência, chamada "The Battle of Demon's Run — Two Days Later", foi lançada no iTunes e Amazon Video dos Estados Unidos em 25 de março de 2013. Dois dias após a aparente morte de Strax em Demon's Run, Vastra e Jenny o convencem de que ele não está mortalmente ferido e o convidam para acompanhá-los de volta à Londres do século XIX. A cena foi filmada como um extra devido à expectativa de que os fãs perguntassem como o personagem foi ressuscitado e passou a trabalhar para Vastra.

### Sinopse

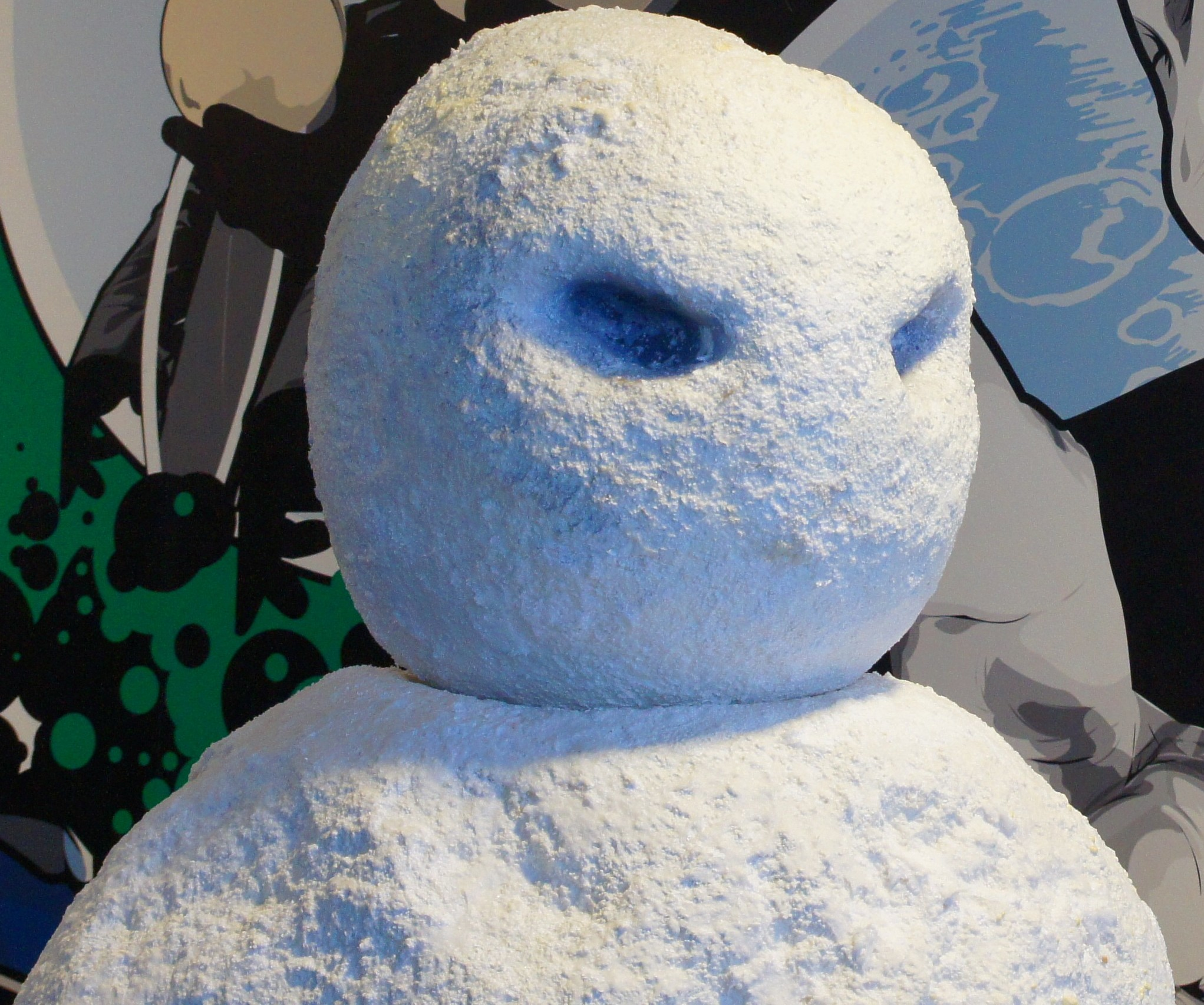
Um dos bonecos de neve vistos no episódio em exposição na Doctor Who Experience.

O Doutor se aposentou de salvar pessoas e usa seus aliados Vastra, Jenny e Strax para mantê-las longe dele enquanto vive nas nuvens acima de Londres em 1892. A garçonete Clara Oswin Oswald encontra o Doutor e os dois são cercados por bonecos de neve criados a partir de neve com propriedades psíquicas. Ele percebe que os pensamentos de Clara estão os criando e acaba com a ameaça instruindo-a a pensar neles derretendo.
Clara retorna ao seu outro trabalho como governanta de Digby e Francesca Latimer, que tem tido sonhos horríveis sobre sua cuidadora anterior retornando dos mortos. Clara percebe que o lago com o corpo dessa mulher é a única coisa ainda congelada ao redor deles. Ela tenta rastrear o Doutor e é levada para conhecer Vastra. Esta diz a ela que tem apenas uma palavra para impressionar o Doutor caso queira sua ajuda. Ela escolhe a palavra "lago", o que desperta o interesse dele.
O Doutor então visita o lago da família Latimer e percebe que a Grande Inteligência, uma entidade que controla um homem chamado Dr. Simeon desde que era um garoto e os bonecos de neve, está usando o corpo da velha governanta como um projeto de DNA para formar uma criatura de gelo que manterá sua forma e não derreterá. Enquanto Clara coloca Francesca na cama, o corpo congelado da governanta invade a casa. O Doutor tenta fugir com Clara na TARDIS, mas ela é mortalmente ferida pela cópia de gelo da criada, que as joga das nuvens e também é quebrada antes que Simeon possa obtê-la.
O Doutor engana Simeon para abrir uma lata contendo um "verme da memória" dentro, que se prende a ele. O Doutor afirma que a Grande Inteligência, que tem existido como um espelho dos pensamentos de Simeon, desaparecerá com o apagamento das memórias dele pelo verme. Em vez disso, a Inteligência assume o controle de seu corpo, mas sua influência diminui rapidamente e Simeon cai morto. Do lado de fora, uma chuva de água salgada começa e o Doutor deduz que outra habilidade psíquica assumiu o controle da neve da Grande Inteligência: a família Latimer, chorando pela morte de Clara. Em seu funeral, o Doutor lê o nome completo dela em sua lápide e percebe que era a mesma mulher que morreu no planeta Asilo dos Daleks. Ele então parte na TARDIS para investigar o mistério da mulher que morreu duas vezes, na esperança de encontrar Clara novamente.

### Continuidade
O Segundo Doutor encontrou anteriormente a Grande Inteligência em The Abominable Snowmen (1967), ambientado na década de 1930, e The Web of Fear (1968), que se passa na década de 1960. Nessas histórias, a Inteligência usa os robô Yeti como sua presença física. Os eventos de The Web of Fear são aludidos pelo Doutor no episódio quando ele lhe apresenta uma lata de biscoitos do metrô de Londres no laboratório do Dr. Simeon, a qual afirma: "Não entendo essas marcações", em referência ao desenho do mapa do metrô londrino de 1967 na lata. O Doutor observa que esse meio de transporte é uma "fraqueza estratégica fundamental na vida metropolitana", referindo-se (e possivelmente dando a ideia) ao futuro ataque dos Yeti a Londres pelo metrô.
Coleman interpretou Oswin anteriormente em "Asylum of the Daleks", embora a conexão entre as duas personagens não seja esclarecida até ela revelar que tem interesse em suflês, uma característica que Oswin também tinha. O Doutor, após conhecer Clara, responde melancolicamente "aqueles eram os dias" quando ela pergunta por que ele não fica para conhecê-la, que são as mesmas palavras que ele diz a Craig Owens em "Closing Time" quando o personagem comenta que o Doutor sempre vence. As cenas finais no cemitério estabelecem que Clara compartilha o mesmo nome de Oswin, levando o Doutor a supor que eles são a mesma pessoa. Como visto em sua lápide, a data de nascimento dela é 23 de novembro, o mesmo dia em que Doctor Who foi transmitido pela primeira vez em 1963.

## Produção

### Roteiro e mudanças dedesign

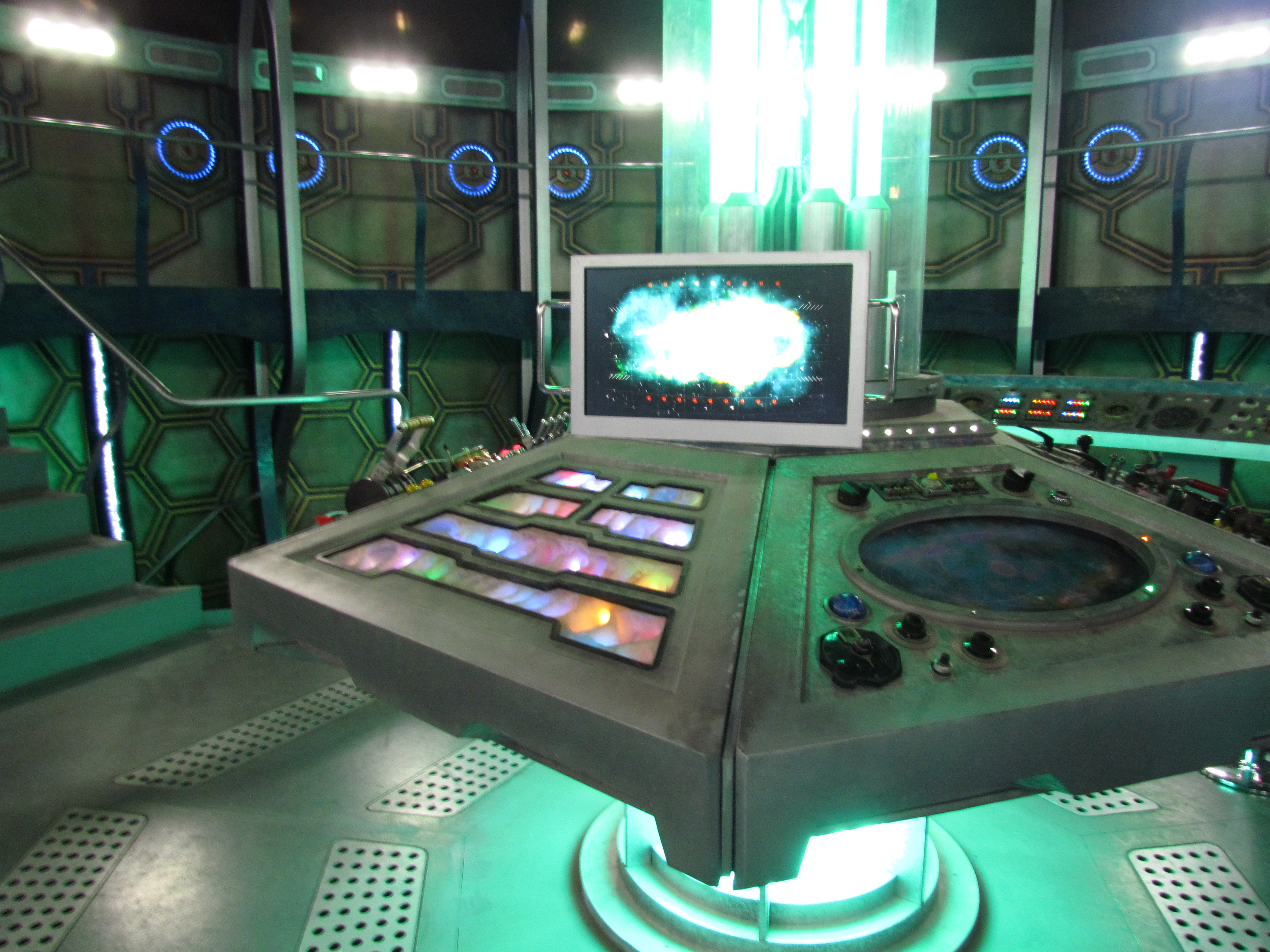
A nova aparência da TARDIS apresentada no episódio. A ideia por trás da mudança era fazer com que a nave se parecesse mais com uma máquina novamente.

O showrunner Steven Moffat afirmou que queria uma qualidade "épica" para o especial de Natal. A história também mostraria como o Doutor respondeu à perda de seus acompanhantes de viagens anteriores, o casal Amy Pond e Rory Williams; Moffat achava que o personagem "provavelmente chegou ao ponto em sua vida em que está dizendo: 'Amizade para mim é apenas um luto adiado - quero ficar sozinho por um tempo'." Ele comparou este Doutor retraído visto no início do episódio às primeiras aparições do Primeiro Doutor (William Hartnell) em 1963 e do Nono Doutor (Christopher Eccleston) em 2005. Moffat também atribuiu a ideia de um Doutor aposentado a um enredo proposto por Douglas Adams na década de 1970, mas que foi rejeitado pela equipe de produção da época.  Continuando o tema introduzido com os cinco primeiros episódios da sétima temporada, "The Snowmen" foi promovido como um filme. Um pôster cinematográfico foi lançado na Radio Times mostrando o Doutor e Clara subindo a escada para a TARDIS.
O episódio trouxe várias mudanças importantes no design da série. "The Snowmen" é a estreia de um interior redesenhado da TARDIS, bem como de uma nova sequência de abertura e variação da música-tema. A nova abertura apresenta um breve vislumbre do rosto do Doutor, a primeira vez que isso foi feito desde Survival, a história final da série clássica em 1989. Moffat notou que a aparência da TARDIS estava ficando "progressivamente caprichosa" e parecia mais um "lugar mágico" do que uma máquina. A nova versão foi projetado pelo designer de produção da série Michael Pickwoad, que afirmou que o novo interior também deveria ser "mais escuro e temperamental" e fornecer um acesso mais fácil à "galeria" da nave durante as filmagens.
O Doutor também usa um traje único, com tema vitoriano, que o ator Matt Smith descreveu como "um pouco de Artful Dodger encontrando o Doutor". Moffat descreveu a roupa como uma "progressão", pois o personagem estava em "uma fase diferente de sua vida agora" e se sentia mais "adulto" e paternal. O traje foi desenhado por Howard Burden para este episódio. "The Snowmen" também contém várias referências a Sherlock Holmes, incluindo o Doutor se vestindo como ele. Moffat é co-criador da série Sherlock também da BBC, para a qual Smith fez o teste para o papel do Doutor Watson antes de ser escalado como o Décimo primeiro Doutor. Além disso, a música incidental durante a cena tem uma semelhança com o tema de Sherlock.

### Elenco

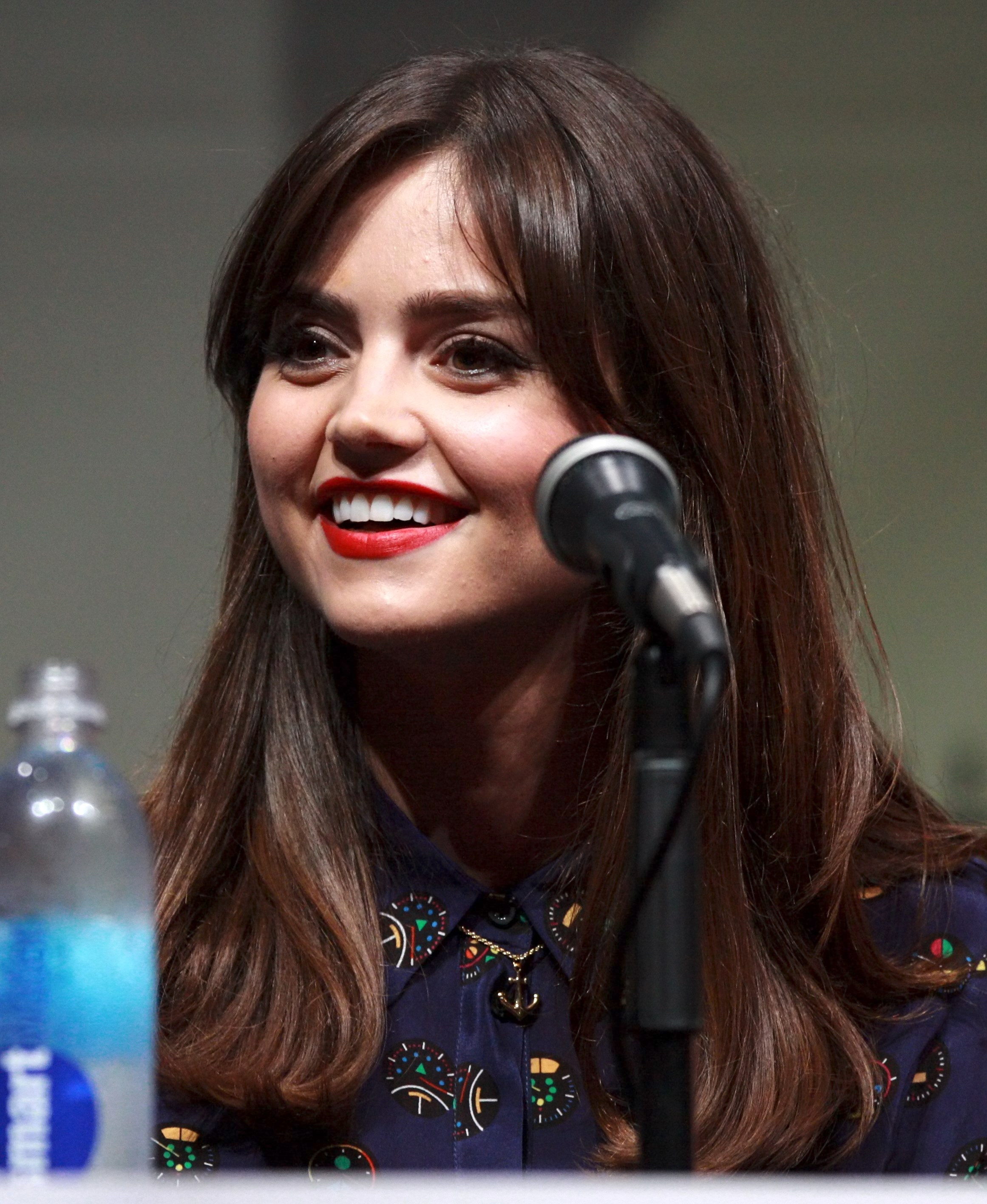
A atriz Jenna-Louise Coleman foi escolhida como Clara por causa de sua química com Matt Smith e porque conseguia falar mais rápido do que ele.

Este episódio marca o retorno de Jenna-Louise Coleman, que apareceu anteriormente na abertura da sétima temporada, "Asylum of the Daleks". Coleman foi escalada por causa de sua química com Matt Smith e especialmente porque conseguia falar mais rápido do que ele. Ela fez o teste para o papel de Clara, não Oswin de "Asylum", já que o conceito das duas personagens serem as mesmas só ocorreu a Moffat durante a escalação para Clara. A equipe de produção solicitou que a imprensa e os fãs que compareceram às exibições antecipadas mantivessem a aparição de Coleman em segredo até que "Asylum" fosse transmitido, o esforço o qual foi bem-sucedido. Moffat afirmou que a introdução de uma nova acompanhante fez "o show parecer diferente" e trouxe a história para "um novo começo" com uma pessoa diferente conhecendo o Doutor. Smith disse que Clara era diferente de sua antecessora Amy, o que permitiu ao público ver um lado diferente do Doutor. Coleman a descreveu como engenhosa e não intimidada, citando a razão para seguir o Doutor no início como a busca por respostas. Clara, que se tornaria uma companheira de viagem do Doutor, não estrearia até a estreia da segunda parte da temporada, "The Bells of Saint John"; Coleman afirmou que ela interpretou cada versão como indivíduos com "confiança de que haveria uma recompensa" para seu mistério.
Também retornaram à série Neve McIntosh como Madame Vastra, Dan Starkey como Strax e Catrin Stewart como Jenny. Todos os três apareceram anteriormente em "A Good Man Goes to War" e reprisaram seus papéis neste episódio e nas prequências. Eles retornaram devido à popularidade de Vastra e Jenny; Moffat considerou um spin-off com os três, embora não tivesse tempo para fazê-lo. Em vez disso, ele decidiu trazê-los de volta à série principal. Richard E. Grant já havia interpretado o Doutor em duas ocasiões, como um Décimo Doutor alternativo no especial de caridade The Curse of Fatal Death, também escrito por Moffat, e como um Nono Doutor alternativo na história animada Scream of the Shalka, que pretendia ser uma continuação da série antes dela ser retomada em 2005. Smith comentou que Grant "nasceu para ser um vilão" de Doctor Who. Ele o lança naquele nível e tom perfeitos". A participação de Grant na série foi promovida pela BBC no Twitter, anunciando sua aparição à meia-noite de 5 de agosto de 2012. Tom Ward foi atraído por seu papel por causa da qualidade do roteiro e também afirmou que seus filhos pequenos ficaram satisfeitos por ele ter aparecido no programa. A voz da Grande Inteligência foi interpretada por Sir Ian McKellen. As duas crianças de quem Clara é governanta, Digby e Francesca, foram interpretadas pelos irmãos na vida real Joseph e Ellie Darcey-Alden.

### Filmagens e efeitos

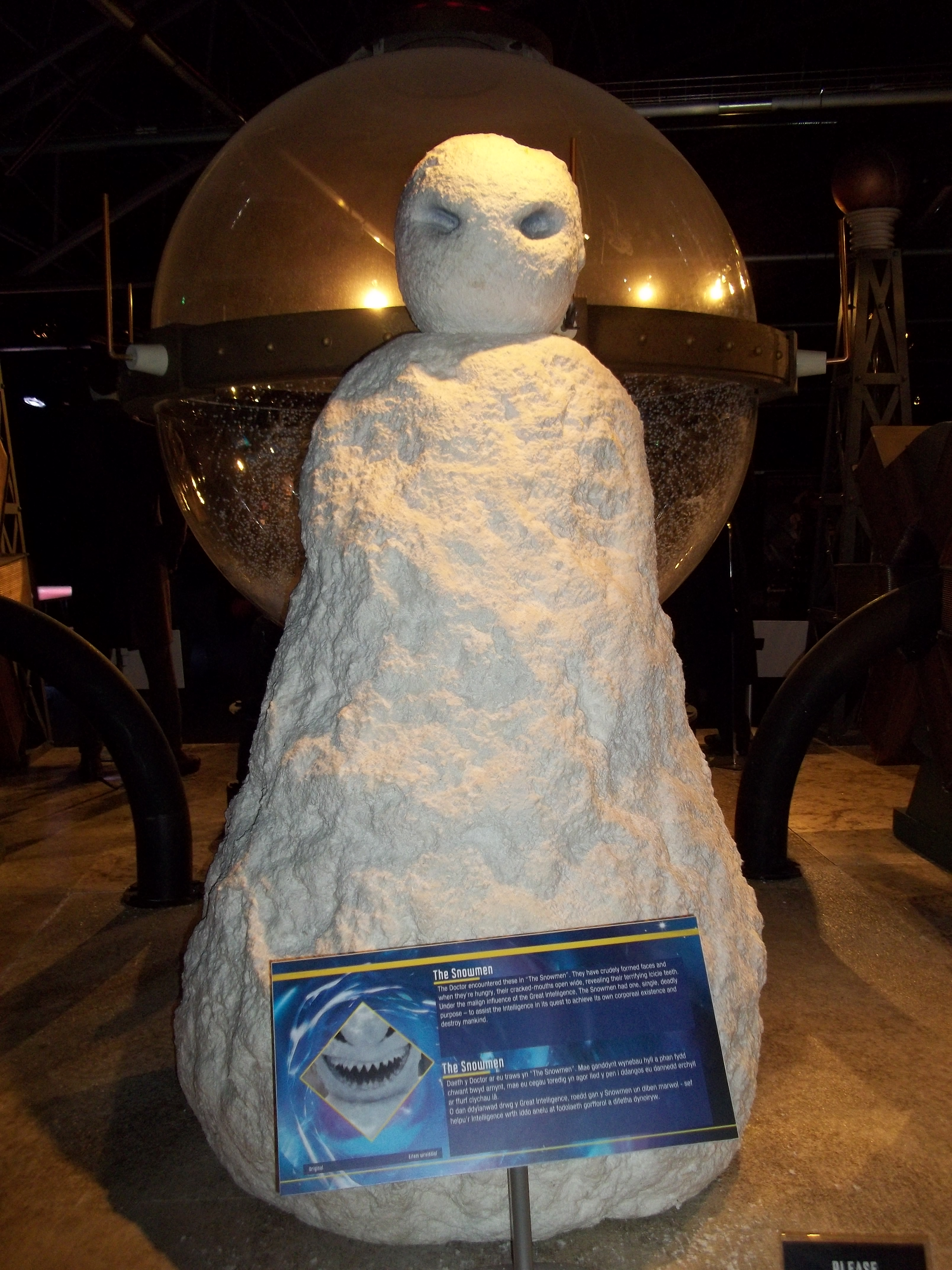
Os bonecos de neve presentes no episódio tiveram seus criados por CGI para torná-los mais ameaçadores.

"The Snowmen" foi originalmente planejado para ser produzido no quarto bloco de produção da temporada e ser o primeiro episódio que Coleman filmou como sua personagem; no entanto, não começou a ser gravado até a semana de 6 de agosto de 2012, depois que a atriz já tinha trabalhado em episódios posteriores enquanto Moffat finalizada o especial de Natal. A leitura do roteiro ocorreu em 2 de agosto. Este foi o primeiro especial natalino a ser filmado nos novos estúdios Roath Lock da BBC Wales. Cenas com Coleman e várias estrelas convidadas em um cenário vitoriano foram filmadas em Newport, País de Gales, enquanto Coleman e Smith também foram vistos filmando em Bristol duas semanas depois, em 21 de agosto. Algumas cenas que usaram adereços de neve foram filmadas na Portland Square em Bristol, onde as gravações ocorreram durante a noite de 21 e 22 de agosto de 2012. A cidade foi escolhida porque tinha arquitetura da era vitoriana. Pickwoad afirmou que seu cenário favorito era a London Street com a parte de trás do pub, que ele disse ser baseado em um edifício do século XVI em Oxford. Os locais foram fechados e pulverizados com neve falsa.
A TARDIS sobre as nuvens foi realizada por meio de uma mistura de neblina no chão do estúdio e efeitos especiais de pós-produção.  O diretor Saul Metzstein explicou que foi difícil obter a aparência desejada para os bonecos de neve; os primeiros ele comparou ao Zippy de Rainbow, que tinha uma aparência muito "fofa", então a equipe de efeitos criou rostos em CGI mais ameaçadores. A introdução de Clara à TARDIS introduziu dois efeitos novos para o programa. O primeiro foi uma câmera de tomada única feita a alguns metros de distância da TARDIS para seu interior, com a implicação da natureza transdimensional da nave mostrada ao público. Na tomada seguinte, a câmera faz uma volta completa no console da TARDIS, um efeito não visto desde o começo da série. Metzstein queria incluir esta cena para enfatizar ainda mais a natureza "maior por dentro do que por fora" da máquina do tempo.
Além dos três mini-episódios de prequência, o elenco também filmou um vídeo promocional adicional, "Songtaran Carols", que a BBC divulgou nos dias que antecederam a exibição. O vídeo apresentava Starkey em personagem como Strax cantando versões modificadas de várias cantigas de Natal enquanto seus colegas de elenco assistiam, antes de todos saírem de personagem e começarem a rir.

## Transmissão e recepção
"The Snowmen" foi transmitido pela primeira vez no Reino Unido na BBC One às 17h15 de 25 de dezembro de 2012, no mesmo dia na BBC America nos Estados Unidos e na Space no Canadá e no dia seguinte na ABC1 na Austrália e no Prime na Nova Zelândia. Os números preliminares de audiência durante a noite mostraram que foi assistido por 7,6 milhões de espectadores, ficando em sexto lugar na noite. A audiência final consolidada (sem incluir os espectadores do BBC iPlayer) subiu para 9,87 milhões de pessoas, ficando em quarto lugar durante a noite de exibição. Recebeu um índice de apreciação do público de 87, maior do que a maioria dos especiais de Natal de Doctor Who. A versão do iPlayer teve 1 467 220 visualizações, tornando-se o programa de TV mais popular da plataforma durante o Natal. A transmissão americana foi vista por 1,43 milhões de telespectadores, com uma classificação de 0,6 na faixa demográfica de adultos de 18 a 49 anos.

### Recepção critica
"The Snowmen" recebeu críticas positivas. O Rotten Tomatoes deu ao episódio uma aprovação de 100% com base em oito avaliações e uma pontuação média de 8,4/10. Dan Martin do The Guardian chamou-o de "o melhor especial de Natal desde 'The Christmas Invasion'" e o primeiro a ser "realmente assustador", com "tudo o que gostamos" sobre Doctor Who e o Natal. Ele elogiou a introdução de Coleman como Clara e a equipe de Vastra, Jenny e Strax. Matt Risley da IGN avaliou-o com uma nota 9,4 de 10, descrevendo-o como "uma aula magistral alegre e fascinante em contar histórias" que evitou "refrescantemente" as referências tradicionais do Natal" em troca de alguns diálogos brilhantes, cenografia fantástica e caracterização fascinante." Embora pensasse que Grant e McKellen foram subutilizados, ele foi muito positivo em relação à "imprevisível" Clara. O crítico da Radio Times, Patrick Mulkern, ficou satisfeito com o retorno da Grande Inteligência, apesar de uma inconsistência que encontrou na linha do tempo, e elogiou os "visuais maravilhosos" e a direção da série, embora acreditasse que a variação da música-tema "faltava a ameaça" da original. Embora positivo em relação a Clara, ele "não se comoveu com a morte dela", pois era "simplesmente bobo" que ela não tivesse sofrido ferimentos.
Nick Setchfield da SFX Magazine deu ao especial quatro e meia de cinco estrelas, escrevendo que "o poder da emoção salvando o dia novamente" era apropriado à luz das festividades e muitos contos de fadas referenciados na história. O revisor foi positivo em relação à "tremenda" comédia de Strax, Coleman e o "surpreendentemente subutilizado" Grant, bem como sobre a nova abertura e a TARDIS. Embora tenha escrito que o sutil retorno da Grande Inteligência era "muito mais interessante do que o habitual e banal 'Nos encontramos novamente!'", ele achou que sua ameaça "nunca se tornou realmente séria". Neela Debnath do The Independent escreveu que "The Snowmen" foi melhor do que "The Doctor, the Widow and the Wardrobe" no ano anterior pois estava conectado à história geral da série, mas "ainda tem um longo caminho a percorrer para superar 'A Christmas Carol'". Apesar de achar que foi "divertido", ela observou que "a história parecia truncada e apressada".
Jon Cooper do The Mirror também elogiou Coleman e o novo lado do Doutor que foi mostrado, comparando-o a Rose Tyler (Billie Piper) desafiando o Nono Doutor. No entanto, ele achou que a história pesada do personagem foi em detrimento do enredo, que era "uma ambientação clássica [da série] que, em última análise, sofre de uma falta de explicação [e] de mais peças para formar um todo coerente". Ele achou que o episódio não seria acessível aos espectadores casuais, mas ofereceu muito aos fãs antes do aniversário de 50 anos do programa.. Dominic Cavendish do The Daily Telegraph deu a "The Snowmen" três de cinco estrelas, desapontado por não ser tão assustador quanto havia sido divulgado. Embora ele tenha sido positivo em relação a Smith e à TARDIS na nuvem, ele criticou Strax e a "complexidade semelhante a Sudoku" do roteiro.
O episódio foi indicado ao Prêmio Hugo de 2013 de Melhor Apresentação Dramática (Forma Curta) junto com "Asylum of the Daleks" e "The Angels Take Manhattan", mas perdeu para "Blackwater" de Game of Thrones.

## Lançamentos comerciais

### Home video
"The Snowmen" foi inicialmente lançado individualmente em DVD e Blu-ray no Reino Unido e América do Norte. Mais tarde, foi incluído como parte do conjunto completo da da sétima temporada em setembro de 2013. Posteriormente, foi relançado em várias compilações, mais recentemente junto com os especiais de Natal entre "The Christmas Invasion" e "Last Christmas", inclusive em um boxset intitulado Doctor Who – The 10 Christmas Specials em 19 de outubro de 2015.

### Trilha sonora
Trechos selecionados da música presente em "The Snowmen" e do especial de Natal anterior, "The Doctor, the Widow and the Wardrobe", compostas por Murray Gold, foram incluídos em uma trilha sonora lançada em 21 de outubro de 2013 pela Silva Screen Records.